# Europacup II hockey vrouwen 1998
De 8ste editie van de Europacup II voor vrouwen werd gehouden van 10 april tot en met 13 april 1998 in Leuven. Er deden acht teams mee, verdeeld over twee poules. Amsterdam H&BC won deze editie van de Europacup II.

## Poule-indeling

### Poule A
- Amsterdam H&BC
- Hermes HC
- Bonagrass Grove
- KHC Leuven

### Poule B
- Hightown HC
- Berliner HC
- Moskva Pravda
- Dinamo Sumchanka

## Poulewedstrijden

### Vrijdag 10 april 1998
- A Amsterdam - Leuven 6-1
- A Hermes - Bonagrass Grove 2-4
- B Hightown - Dinamo Sumchanka 1-7
- B Berliner - Moskva Pravda 2-2

### Zaterdag 11 april 1998
- A Amsterdam - Bonagrass Grove 5-1
- A Hermes - Leuven 5-3
- B Hightown - Moskva Pravda 1-2
- B Berliner- - Dinamo Sumchanka 1-1

### Zondag 12 april 1998
- A Amsterdam - Hermes 6-0
- A Bonagrass Grove - Leuven 6-0
- B Hightown- - Berliner 1-2
- B Moskva Pravda - Dinamo Sumchanka 3-4

## Uitslag poules

### Uitslag poule A
1. Amsterdam
2. Bonagrass Grove
3. Hermes
4. Leuven

### Uitslag poule B
1. Dinamo Sumchanka
2. Berliner
3. Moskva Pravda
4. Hightown

## Finales

### Maandag 13 april 1998
- 4A – 3B Leuven - Moskva Pravda 1-4
- 3A – 4B Hermes - Hightown 1-4
- 2A – 2B Bonagrass Grove - Berliner 1-3
- 1A – 1B Amsterdam - Dinamo Sumchanka 6-2

## Einduitslag
1.  Amsterdam H&BC 

2.  Dinamo Sumchanka 

3.  Berliner HC 

4.  Bonagrass Grove 

5.  Hightown HC 

5.  Moskva Pravda 

7.  KHC Leuven 

7.  Hermes HC 

Mannen:
1990 ·
Terrassa 1991 ·
Vught 1992 ·
Birmingham 1993 ·
Terrassa 1994 ·
Cagliari 1995 ·
Den Haag 1996 ·
Reading 1997 ·
's-Hertogenbosch 1998 ·
Amsterdam 1999 ·
Terrassa 2000 ·
's-Hertogenbosch 2001 ·
Eindhoven 2002 ·
Terrassa 2003 ·
Eindhoven 2004 ·
Lille 2005 ·
Reading 2006 ·
Madrid 2007 

Opgegaan in de Euro Hockey League
Vrouwen:
1991 ·
Vught 1992 ·
Birmingham 1993 ·
Cardiff 1994 ·
Groningen 1995 ·
Rotterdam 1996 ·
Utrecht 1997 ·
Leuven 1998 ·
Terrassa 1999 ·
Keulen 2000 ·
Rome 2001 ·
Ourense 2002 ·
Rotterdam 2003 ·
Laren 2004 ·
Keulen 2005 ·
Edinburgh 2006 ·
Madrid 2007 ·
Parijs 2008 ·
Manchester 2009

Opgegaan in de Europcacup I